# ولایت قطغن-بدخشان
ولایت قَطَغَن-بَدَخشان یکی از ولایت‌های بزرگ افغانستان بود. این ولایت در ابتدا در سال ۱۸۹۰ (میلادی) ایجاد شد زمانی که ولایت قطغن و ولایت بدخشان از ترکستان افغانستان جدا شد. در سال ۱۹۶۳ (میلادی) ولایت قطغن-بدخشان لغو شد و از آن زمان، این قلمرو به چهار ولایت مجزا مانند ولایت بدخشان، ولایت بغلان، ولایت قندوز و ولایت تخار تقسیم شد.